# Unió Popular Búlgara
La Unió Popular Búlgara (búlgar Български народен съюз o Bălgarski Naroden Săjuz, BNS) és una coalició política de Bulgària d'orientació centredreta, formada per la Unió Popular Agrària Búlgara-Unió Popular (Bălgarski Zemedelski Naroden Săjuz-Naroden Săjuz), l'Organització Revolucionària Interior Macedònia – Moviment Nacional Búlgar (Vătrešna Makedonska Revoljucionna Organizacija-Bălgarsko Nacionalno Dviženie) i la Unió de Demòcrates Lliures (Săjuz na svobodnite demokrati) i que es va presentar a les eleccions legislatives búlgares de 2005, en les que va obtenir 189,268 vots (5,2%) i 13 escons. El seu líder era l'alcalde de Sofia, Stefan Sofiansky, des de 2006 es va veure embolicat en diversos casos de corrupció i poc després es va dissoldre.